# Имение Гартлаге
Имение Гартлаге (нем. Haus Gartlage или нем. Gut Gartlage) — бывший господский дом в нижнесаксонском городе Оснабрюк, построенный в XVI века на фундаментах здания XIV века. Первое же упоминания особняка на этом месте относится к 1190 году. Во время Тридцатилетней войны усадьба была разграблена шведскими войсками и частично сожжена. Сохранившееся здание — дом Гартлаге — является памятником архитектуры.